# Ankylosauria
Ankylosauria é um grupo (infraordem) de dinossauros herbívoros da ordem Ornithischia. Anquilosauros eram fortes quadrúpedes com membros curtos e poderosos. Eles foram um dos primeiros a ter aparecido no início do Jurássico no que é hoje a China e persistiram até ao final do Cretáceo. Seus fósseis foram encontrados em todos os continentes.
Entre os anquilossauros, dois grupos principais podem ser observados:
Os nodossaurídeos viveram durante o Jurássico Médio (há cerca de 170 milhões de anos) até ao final do Cretáceo (há 66 milhões da anos) e, foram um dos primeiros dinossauros a desenvolver uma couraça protetora nas costas sendo assim um ancestral dos anquilossaurídeos. Porém ainda não haviam desenvolvidos uma maça no final da cauda. O nodossauro é um exemplo de dinossauro dessa família.
Já os anquilossaurídeos são observados pela presença de uma maça composta por vértebras distendidas que se fundem em uma única massa, além do tamanho maior. Eles eram pesados e fortemente blindados da cabeça a cauda em armaduras ósseas, até baixas características menores, como as pálpebras. O anquilossauro é talvez o anquilossaurídeo mais conhecido.

Diagrama de tamanho de alguns anquilossauros.

## Taxonomia
Os anquilossauros são divididos em dois principais grupos: Os Euanquilossauros, nativos dos continentes do norte, e os Paranquilossauros, nativos dos continentes do sul. Dentro do maior grupo, os Euankylosauria, existem duas famílias: Nodosauridae e Ankylosauridae. A família dos Nodossaurídeos é dividida em duas subfamílias, a basal Polacanthidae e a uma mais derivada chamada de Struthiosaurinae. A maior parte dos táxons não se encontram nessas subfamílias, pois são resultado de radiações específicas, como o arquipélago europeu, região natal dos Struthiossauríneos.
- Ankylosauria
- Sarcolestes
- Tianchisaurus
- Spicomellus
  - Parankylosauria
    - Kunbarrasaurus
    - Antarctopelta
    - Stegouros

  - Euankylosauria
    - Família Nodosauridae
      - Acantholipan
      - Acanthopholis
      - Animantarx
      - Borealopelta
      - Denversaurus
      - Dongyanpelta
      - Edmontonia
      - Glyptodontopelta
      - Horshamosaurus
      - Hylaeosaurus
      - Invictarx
      - Mymoorapelta
      - Niobrarasaurus
      - Nodosaurus
      - Panoplosaurus
      - Pawpawsaurus
      - Priconodon?
      - Propanoplosaurus
      - Rhadinosaurus
      - Sauroplites
      - Sauropelta
      - Silvisaurus
      - Stegopelta
        - Subfamília Polacanthinae
          - Gargoyleosaurus
          - Hoplitosaurus
          - Gastonia
          - Peloroplites
          - Polacanthus

        - Subfamília Struthiosaurinae
          - Europelta
          - Anoplosaurus
          - Hungarosaurus
          - Struthiosaurus

  - Família Ankylosauridae
    - Aletopelta
    - Cedarpelta
    - Gobisaurus
    - Minotaurasaurus
    - Shamosaurus
    - Tatankacephalus
    - Liaoningosaurus
    - Maleevus
    - Bissektipelta
    - Crichtonsaurus
    - Subfamília Ankylosaurinae
      - Pinacosaurus
      - Crichtonpelta
      - Saichania
      - Shanxia
      - Tarchia
      - Tianzhenosaurus
      - Tsagantegia
      - Ahshislepelta
      - Jinyunpelta
      - Minotaurasaurus
      - Zaarapelta
        - Tribo Ankylosaurini
          - Akainacephalus
          - Ankylosaurus
          - Anodontosaurus
          - Dyoplosaurus
          - Euoplocephalus
          - Nodocephalosaurus
          - Oohkotokia?
          - Platypelta
          - Scolosaurus
          - Talarurus
          - Tianzhenosaurus
          - Ziapelta
          - Zuul